# Communauté de la Croix Glorieuse
La communauté de la Croix Glorieuse est une association de fidèles catholique du diocèse de Perpignan alliant différents états de vie (prêtres, célibataires consacrées, couples et familles). Elle est issue du Renouveau charismatique.
La mission de la communauté est d'œuvrer au service des paroisses qui lui sont confiées. Elle a connu de graves dérives sectaires qui ont abouti à sa refondation en 2009.

## Genèse de la communauté
Le fondateur, Hubert-Marie Chalmandrier, ordonné prêtre en 1963 à Nantes, sulpicien, est nommé professeur de théologie dans le même diocèse, puis en 1967 au séminaire d'Issy-les-Moulineaux. En 1978, il se rapproche de la Société des Pères de Saint-Edme. Aumônier de camps d'été, il fait la connaissance de quelques jeunes qui seront les premiers membres et cofondateurs de la communauté naissante. L'un de ses dirigés, Claude Fould (devenu Claude-Jean-Marie en religion), lui fait découvrir le Renouveau charismatique en 1979. Le petit groupe cherche à se rattacher aux Fraternités monastiques de Jérusalem, mais le projet n'aboutit pas. Le groupe constitué de huit membres s'installe en 1981 à Rueil-Malmaison dans le diocèse de Nanterre. L'année suivante, les Petites Sœurs de l'Agneau songent à intégrer la communauté naissante, mais la fusion ne se fera pas. Olivier Landron, auteur d'un livre de référence sur les communautés nouvelles, note au sujet de la communauté de la Croix Glorieuse, que les « débuts furent chaotiques ».

## Historique
En septembre 1983, la communauté s'installe dans les paroisses de Notre-Dame de la Réal et de Saint-Mathieu, avec l'accord de Jean Chabbert, évêque du diocèse de Perpignan.
En décembre 1986, la communauté « à dominante monastique », mais qui regroupe différents états de vie (des consacrés femmes et hommes, dont certains sont prêtres, des laïcs, mariés ou célibataires), prend le nom de « communauté de la Croix Glorieuse de Notre Seigneur Jésus-Christ ».
En novembre 1988, la communauté est reconnue comme association de fidèles par Jean Chabbert, et ses statuts sont approuvés ad experimentum, puis de manière définitive en août 1994. La communauté comprend en 1993 trente-six membres, puis quarante-trois en 1996. En 1997, la communauté compte cinq implantations : à Perpignan, Toulouse et Fréjus-Toulon. Une maison de formation est créée en 2001 à Sainte-Anne-d'Auray dans le diocèse de Vannes. « L'essor de la Croix glorieuse a certainement pour origine sa volonté affichée de mener une vie proche du monachisme avec le souci d'évangéliser les paroisses. ».

## De graves dérives sectaires
Le 18 septembre 2002, deux curés-bergers de Perpignan démissionnent de la communauté de la Croix Glorieuse (et par conséquent de leur charge de curé de paroisse) révélant par lettre des dérives sectaires graves au sein de la communauté. Leur démission avait été précédée par six départs de membres de la communauté en 2001, tandis que cinq membres fondateurs (dont deux prêtres) avaient déjà quitté la communauté en 1983, 1985 et 1997.
La communauté perd alors le quart de ses membres. Fin 2002, l'évêque de Perpignan, André Fort, déclenche une première enquête canonique, menée après le départ de l'évêque par l'administrateur diocésain, Jean-Paul Soulet. Entre début 2003 et juin, une deuxième enquête canonique est conduite par son successeur André Marceau. En février de la même année, le père Hubert-Marie Chalmandrier, fondateur et modérateur, démissionne. Le curé-berger de la fondation de Toulouse, Claude-Jean-Marie Fould est écarté de la communauté en août. Le père Christophe Lembrez est nommé modérateur général.
L'association de défense des victimes de la communauté, « Croix Glorieuse Vigilance » voit le jour en novembre 2003. Un dossier de 400 pages est constitué à partir des témoignages des victimes. Une lettre ouverte, signée par d'anciens membres ainsi que des parents, est adressée le 20 novembre 2004 par l'association à la Conférence de évêques de France. Des plaintes remontent jusqu'au Tribunal de la Rote à Rome. Une plainte pour séquestration est déposée.  Une procédure judiciaire devant le conseil des prud'hommes est engagée par une ancienne membre en novembre 2002, qui aboutira le 8 février 2010, au terme d'une longue procédure, à la condamnation, après cassation, de la communauté pour l'avoir employée abusivement sans contrat de travail,.
Dans son double numéro de juillet-octobre 2005, le magazine Golias consacre un dossier de 24 pages aux déviances de la communauté et à leur traitement par la hiérarchie catholique. Il livre cette appréciation : « Si l’on prend des grilles de lecture comme celles de l'Unadfi· (association nationale de lutte contre les sectes) ou celle préconisée par le Vatican lui-même, le résultat est accablant : il n’y a pas un point qui manque. La Croix Glorieuse a vraiment fonctionné comme une secte. »
Le dossier propose une synthèse des 400 pages de témoignages recueillies par l'association « Croix Glorieuse Vigilance » qui laisse apparaître de très nombreux abus :
- Violences physiques : gifles, coups, méthodes coercitives pouvant aller jusqu'à la séquestration.
- Violences psychologiques : infantilisation, chantage affectif, humiliation, culpabilisation et diabolisation de membres jugés désobéissants.
- Abus de conscience et d'autorité : culte de la personnalité, confusion du for interne et externe, violation du secret de la confession, culture du mensonge, pseudo-thérapies psycho-spirituelles et exorcismes imposés.
- Difficultés pour les membres de quitter la communauté : abandon de leurs biens à l'entrée, représailles exercées sur les anciens membres allant jusqu'à la calomnie pour les empêcher de retrouver un travail, non-cotisation à une caisse de retraite[4].

Trois fondations doivent fermer : la maison-mère de Notre-Dame de la Réal à Perpignan, celle de La Valette dans le Var, et la maison de formation de Sainte-Anne-d'Auray dans le Morbihan.
Selon le trombinoscope des évêques 2022-2023 édité par Golias, le gourou de la communauté sectaire dépeinte par le film Les Éblouis, où la réalisatrice Sarah Succo a passé son enfance,, serait Claude Jean-Marie Fould, « berger » de la maisonnée de Toulouse où ont eu lieu les dérives les plus graves.

## Refondation
Cette section ne s'appuie pas, ou pas assez, sur des sources secondaires ou tertiaires indépendantes du sujet. Le texte peut contenir des analyses inexactes ou inédites de sources primaires.
Pour l'améliorer, ajoutez-en, ou placez des modèles {{Source secondaire souhaitée}} ou {{Source secondaire nécessaire}} sur les passages mal sourcés. (avril 2023)
En 2009, de nouveaux statuts sont approuvés par André Marceau, évêque de Perpignan. La communauté est érigée en association publique de fidèles du diocèse de Perpignan. Tous les engagés définitifs reformulent leurs engagements.
En 2010, la communauté dessert la communauté de paroisses Notre Dame de la Bonne Nouvelle (Saint-Assiscle, Saint-Joseph, Saint-Martin) de Perpignan et la paroisse de l'Immaculée-Conception de Toulouse.
En 2011, la communauté fête ses 30 ans d'existence en présence du dominicain Jean-Miguel Garrigues qui entretient des liens d'amitié avec la Croix Glorieuse.
En 2021, la communauté de la Croix Glorieuse est reconnue comme congrégation par l'État français. Elle est l'une des communautés ayant adhéré à la Commission reconnaissance et réparation[source secondaire souhaitée].